# Wilhelm V. (Oranien)

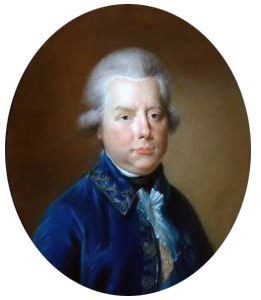
Wilhelm V. Batavus Prinz von Oranien (Gemälde von Tischbein)

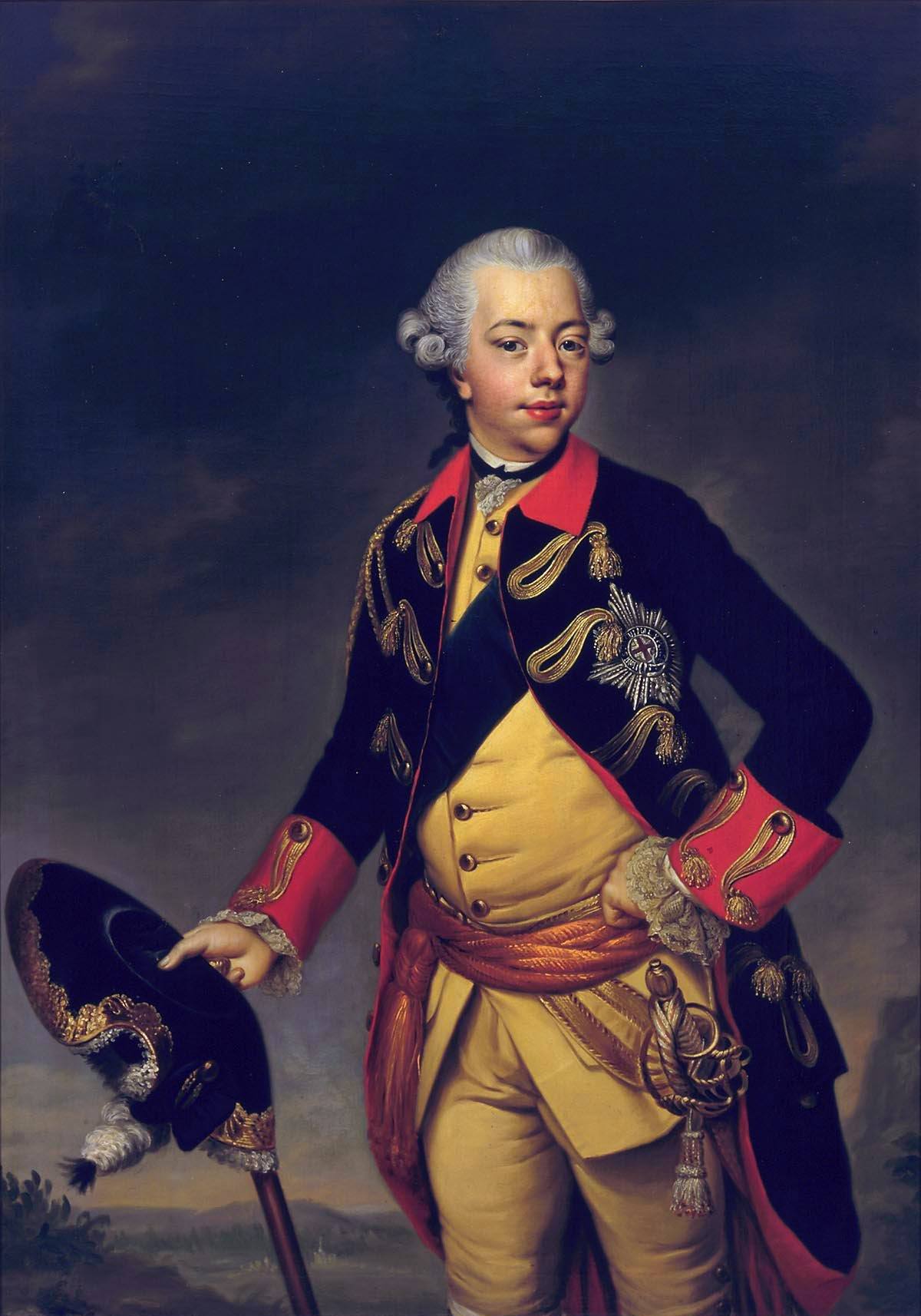
Wilhelm V. (Gemälde von Ziesenis)

Wilhelm V. Batavus (* 8. März 1748 in Den Haag; † 9. April 1806 in Braunschweig), Prinz von Oranien, war Titularfürst von Oranien und Nassau sowie Statthalter der Niederlande.
Wilhelm war der Sohn von Prinz Wilhelm IV. von Oranien und Anna von Großbritannien, Irland und Hannover, der Tochter von König Georg II. von Großbritannien.

## Leben
Nach dem Tod seines Vaters am 22. Oktober 1751 wurde Wilhelm – zunächst unter der Vormundschaft seiner Mutter, dann seit 1759 des Herzogs Ludwig Ernst von Braunschweig – Statthalter der Niederlande.
1763 wurde Friedrich Wilhelm von Thulemeier preußischer Gesandter in Den Haag und bemühte sich, im Auftrag von Friedrich dem Großen, um eine Ehe zwischen dem jungen Statthalter und Wilhelmine von Preußen. Auch nach dem Ende der Vormundschaft mit seiner Volljährigkeit 1766 überließ Wilhelm die Leitung der Staatsgeschäfte dem Herzog von Braunschweig, wodurch er die heftige Opposition der Patriotenbewegung unter der Leitung von Joan Derk van der Capellen tot den Pol, Hendrik Hooft und Jan Bernd Bicker hervorrief. Mittlerweile war er unter den Einfluss seiner Gemahlin, der preußischen Prinzessin Wilhelmine, geraten. Nachdem diese mit preußischer Hilfe 1787 die Macht der Patrioten gebrochen hatte, wurde der unfähige Statthalter 1795 von den Franzosen vertrieben und flüchtete nach England. Er erhielt 1801 als Entschädigung die Gebiete der aufgehobenen Abteien Corvey und Fulda als Fürstentum Nassau-Oranien-Fulda, das er 1802 seinem Sohn Wilhelm Friedrich abtrat.
Wilhelm V. starb am 9. April 1806 in Braunschweig und wurde im dortigen Dom bestattet. Am 28. April 1958 wurden seine sterblichen Überreste nach Delft überführt.

## Titel
Fürst von Nassau-Diez, Statthalter von Groningen, Statthalter von Overijssel, Statthalter der Republik der Sieben Vereinigten Niederlande, Fürst von Oranien, Baron von Breda, Statthalter von Gelderland, Statthalter von Holland, Statthalter von Zeeland, Statthalter von Utrecht, Statthalter von Friesland und Statthalter von Drenthe (alle Ämter von 1751 bis 1795). Von 1759 bis 1795 war er Graf von Vianden. 1801 wurde er Fürst von Nassau-Oranien-Fulda (er gab dieses Fürstentum 1802 an seinen Sohn ab). Ebenfalls war er Markgraf von Veere und Vlissingen, Graf von Katzenelnbogen, Graf von Diez, Graf von Spiegelberg, Graf von Buren, Graf von Leerdam, Graf von Culemborg, Baron von Beilstein, Baron von Grave und Baron von Land von Cujik.

## Nachkommen

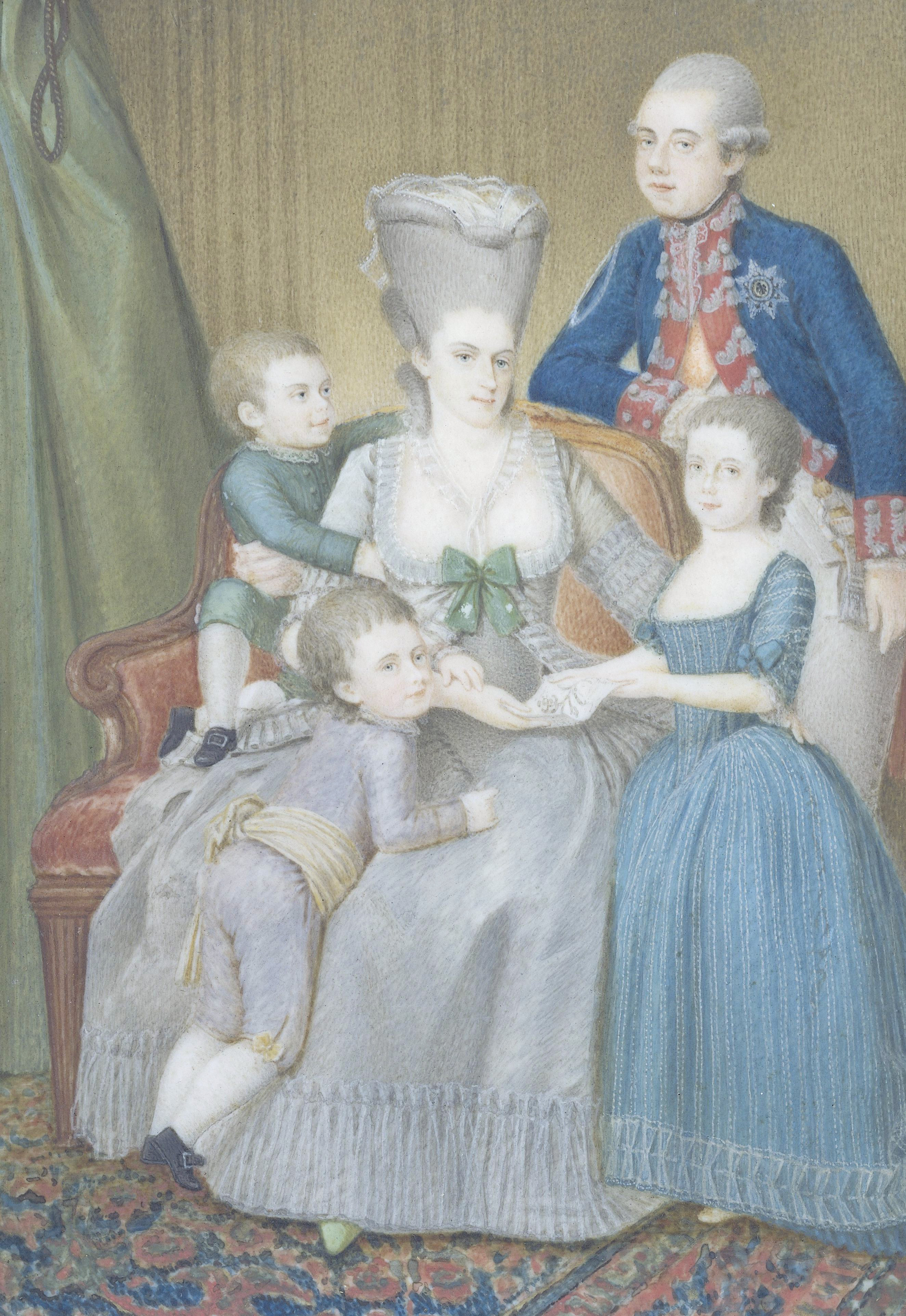
Wilhelm V. mit seiner Familie

Wilhelm V. heiratete am 4. Oktober 1767 in Berlin Wilhelmine von Preußen (1751–1820), Tochter des Prinzen August Wilhelm von Preußen. Das Paar hatte fünf Kinder:
- Sohn (* 23. März 1769/† 24. März 1769), Lebendgeburt
- Friederike Luise Wilhelmine (1770–1819) – 1790 verheiratet mit Erbprinz Karl Georg August von Braunschweig-Wolfenbüttel (1766–1806), Sohn von Karl Wilhelm Ferdinand von Braunschweig-Wolfenbüttel
- Sohn (*† 6. August 1771), Totgeburt
- Wilhelm Friedrich (1772–1843), ab 1815 als Willem I. König der Vereinigten Niederlande
- Wilhelm Georg Friedrich (1774–1799)

Außerdem hatte er einen unehelichen Sohn: Karel, geboren 1767. Er starb am 11. Juni 1808 in Paris.

## Ehrungen
Nach Wilhelm V. von Oranien ist Orange County in North Carolina benannt.